# جورج ولز
جورج ولز (بالإنجليزية: George Wells)‏ (2 نوفمبر 1830 - 23 يناير 1891) هو لاعب كريكت بريطاني (وحمل سابقاً جنسية المملكة المتحدة لبريطانيا العظمى وأيرلندا).